# Dipodillus mackilligini
Dipodillus mackilligini és una espècie de mamífer rosegador de la família dels múrids. Viu a altituds de fins a 750 msnm al sud-est d'Egipte i el nord-est del Sudan. El seu hàbitat natural són les zones obertes de sòl nu situades a les planes rocoses. És una espècie en risc mínim, és a dir, no sembla que hi hagi cap amenaça significativa per a la seva supervivència.
L'espècie fou anomenada en honor d'Arthur M. Mackilligin.